# Supersuckers
I Supersuckers sono un gruppo rock statunitense originario dell'Arizona e attivo dal 1988.

## Formazione

### Formazione attuale
- Eddie Spaghetti (nato Edward Carlyle Daly III nel 1967) – basso, voce (1988-presente)
- "Metal" Marty Chandler – chitarra, cori (2009-presente)
- Christopher "Chango" Von Streicher – batteria (2012-presente)

### Ex componenti
- Dancing Eagle – batteria, cori (1988–2003)
- Rick Sims – chitarra, cori (1995–1996)
- Dusty Watson – batteria (2005–2006)
- Eric Martin – voce (1988–1989)
- Ron "Rontrose" Heathman – chitarra, cori (1988–1995, 1996–2009)
- Mike Musburger – batteria (2005-2006)
- Scott "Scottzilla" Churilla – batteria (2006-2012)
- Dan "Thunder" Bolton – chitarra, cori (1988–2003, 2005–2014)

## Discografia parziale
- 1992 – The Smoke of Hell
- 1992 – The Songs All Sound the Same
- 1993 – Good Livin' Platter (a nome Junkyard Dogs)
- 1994 – La Mano Cornuda
- 1995 – The Sacrilicious Sounds of Supersuckers
- 1997 – Must've Been High
- 1999 – How the Supersuckers Became the Greatest Rock and Roll Band in the World
- 1999 – The Evil Powers of Rock 'N' Roll
- 2002 – Splitsville 1 (split con Electric Frankenstein)
- 2002 – Must've Been Live
- 2003 – Motherfuckers Be Trippin'
- 2004 – Live at the Magic Bag
- 2004 – Live at the Tractor Tavern
- 2005 – Devil's Food
- 2006 – Paid
- 2008 – Get It Together
- 2014 – Get the Hell
- 2015 – Holdin' That Bag